# Ulmaris snelliusi
Ulmaris snelliusi är en manetart som beskrevs av Stiasny 1935. Ulmaris snelliusi ingår i släktet Ulmaris och familjen Ulmaridae. Inga underarter finns listade i Catalogue of Life.